# 孟岗镇
孟岗镇，是中华人民共和国河南省新乡市长垣市下辖的一个乡镇级行政单位。

## 行政区划
孟岗镇下辖以下地区：
孟岗村、李户寨村、郜楼村、邱村、十五里河村、田庄村、步寨村、焦寨村、纸房村、赵庄村、佰玉村、香里张村、候石头村、张小寨村、尚小寨村、六里庄村、田石头村、二郎庙村、九棘南村、西陈村、孔村、苇园村、大王庄村、冯湾村、张庄村、孙寨村、埝南村、野寨村、吴寨村、石头庄村、王石头村、九棘北村、北陈村和付楼村。